# Василий Новый
Васи́лий Новый (греч. Βασίλειος ὁ Νέος; ум. 944 или 952) — православный святой, прославившийся аскетизмом, исцелением больных и прозорливостью. Жил в Византии.
Именуется Новым, в отличие от других подвижников, носивших то же имя и живших до него.
Канонизирован в лике преподобных. День памяти — 26 марта (8 апреля).

## Жизнеописание

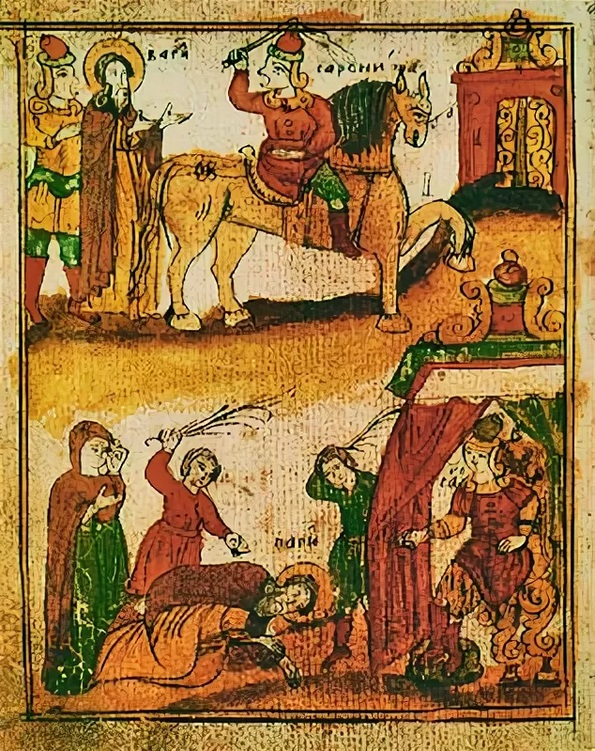
Преподобный Василий подвергается бичеванию. Миниатюра из Жития Василия Нового. 50—60-е годы XVIII века

В молодости жил отшельником в пограничной области в Малой Азии.
Обросшего, в рубище, его увидели проезжавшие мимо посланники византийского императора Льва VI. Он был принят за лазутчика и около 896 года приведён в Константинополь. Император отправил его на допрос к своему приближённому патрикию Самоне. На вопрос, кто он, святой отвечал только, что он пришелец и странник на земле. Василий был подвергнут пыткам, но на все вопросы отвечал молчанием. Самона спросил Василия: «Нечестивец, долго ли ты будешь скрывать, кто ты и откуда?» На это прозорливец ответил: «Нечестивыми следует называть тех, кто, подобно тебе, проводит жизнь во всякой нечистоте». После публичного обличения Самона велел повесить Василия вниз головой со связанными за спиной руками и ногами. Пытка была настолько жестокой, что очевидцы стали роптать на Самону. Когда после трёхдневного истязания подвижника сняли, он оказался жив и невредим. Это чудо Самона приписал волшебству и отдал Василия на растерзание голодному льву. Однако лев не тронул Василия и мирно улёгся у его ног. Василий был выброшен в море, но чудесным образом спасён двумя дельфинами, которые подхватили и вынесли его на берег в предместье Константинополя, Евдоме.

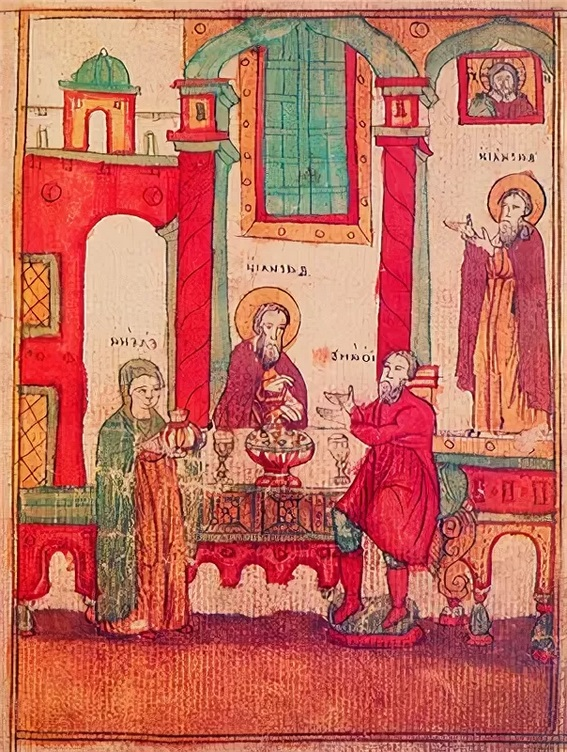
Василий беседует с Иоанном и Еленой. Миниатюра из Жития Василия Нового. 50—60-е годы XVIII века

Василий вошёл в город, где около Золотых ворот встретил некоего Иоанна, страдавшего лихорадкой. Подвижник исцелил больного Именем Спасителя и по просьбе Иоанна поселился в его доме. Затем он жил у примикирия Константина и братьев Гонгилиев.
Слух о его подвижнической жизни и чудесах распространился по городу, и к нему стали стекаться недужные и жаждущие духовного наставления. Василий обладал даром прозорливости. Он обличал грешников, обращая их на путь покаяния, предсказывал грядущие события. За его советом приходили многие вельможи и даже члены императорской семьи.
Среди посещавших прозорливца был Григорий, ставший его учеником и впоследствии написавший подробное житие своего учителя. Многие исследователи считают его мирянином, имевшим поместье близ фракийского города Редест, хотя из текста жития скорее следует, что этими землями владел господин Григория. В ряде списков жития Григорий прямо назван «мнихом» (монахом).
Однажды в гостинице Григорий нашёл дорогой пояс, оброненный дочерью хозяина. Он утаил его с тем, чтобы продать, а деньги раздать нищим. Однако по пути домой вместе с другими вещами он потерял и пояс. Во сне он получил вразумление от Василия, показавшего ему разбитый горшок со словами: «Если кто украдет даже такую негодную вещь, будет наказан вчетверо. Ты утаил чужой пояс и будешь осуждён как вор. Ты должен возвратить найденное».
Когда скончалась прислуживавшая Василию Феодора, Григорий хотел узнать о её загробной жизни и часто просил подвижника открыть ему это. По молитвам Василия Григорий увидел во сне Феодору. Старица рассказала ему, как её душа после смерти проходила мытарства и как ей помогли молитвы Василия. Феодора канонизирована в лике преподобных как Феодора Цареградская. День памяти — 30 декабря (12 января).
Василий преставился в глубокой старости и был погребён в обители Хартофилакса, около монастыря святых Флора и Лавра.

## Мощи
Русский паломник Антоний Новгородец сообщает, что мощи преподобного Василия в конце XII — начале XIII века находились в Хрисополе, и поясняет, что «той бо святый Василей о Страшнем Суде написал» (Книга Паломник. С. 38).

## Житие

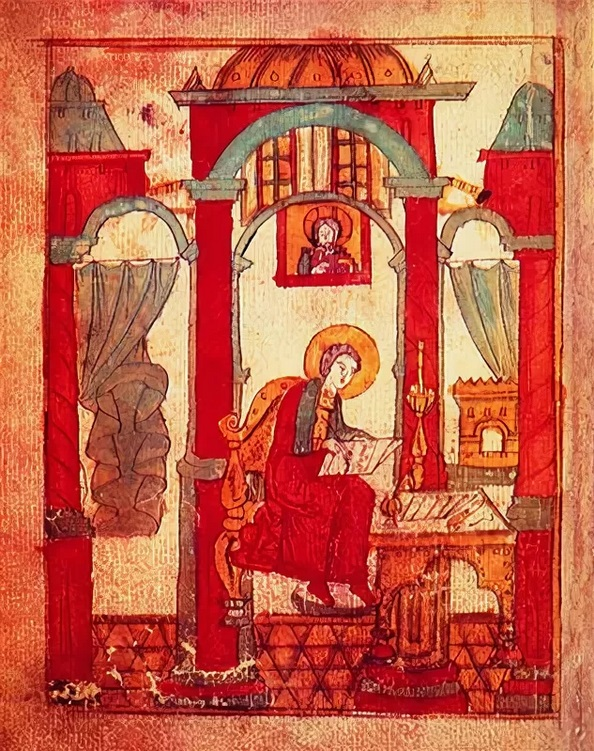
Ученик Василия пишет его Житие. Миниатюра из Жития Василия Нового. 50—60-е годы XVIII века

Житие Василия Нового написано его учеником Григорием. Существует также мнение, что вопреки рукописной традиции, приписывающей написание Жития Григорию, он не является автором этого произведения.
Житие содержит апокрифические Видение Григория о Страшном суде и пространный рассказ о посмертных мытарствах старицы Феодоры. Вторая часть оказала влияние на древнерусскую литературу и на иконографию Страшного суда.
В Житии нашли отражение события общественной и политической жизни Византии первой половины X века: восстание Константина Дуки в 913 году, смерть императора Христофора Лакапина, вторжение венгров на Балканы, нападение русского флота на Константинополь в 941 году (часть Русско-византийской войны 941—944 годов).
Со второй половины XVII века Житие Василия Нового, обладающее развитой и выразительной эсхатологией, приобретает большую популярность у старообрядцев, ожидавших скорого конца света и пришествия Антихриста. В XVII—XIX веках были созданы сотни списков произведения, в том числе большое количество лицевых. Многие из них включают десятки, а иногда и более сотни миниатюр.

## Иконография
В греко-грузинской рукописи XV века, в медальоне, представлено оглавное изображение Василия Нового (или преподобного Василия Декаполита) в мантии коричневого цвета, простоволос, седые, вьющиеся на концах волосы спадают на плечи, борода средней длины, клиновидная.
В «Ерминии» Дионисия Фурноаграфиота начала XVIII века, об облике Василия Нового сказано: «С проседью в курчавой бороде» (Ч. 3. § 13. № 47).
Житие Василия отразилось в пространном описании его облика в Филимоновском сводном иконописном подлиннике XVIII века: «подобием стар, лицем блед и сух от великого пощения, волосы терхавы и сединами цветый, брада аки Власиева, покороче и малость терховата, риза едина, ноги босы, подле его зверь лев пишется… образом странен и страшен, яко в пустыне воспитан, залием точию питаяся, ходя бос и худейшими одеян рубищами». «Руководство к писанию икон святых угодников Божиих» 1910 года, составленное В. Д. Фартусовым, предлагает изображать в руке святого хартию с его изречениями.
В русских минейных циклах образ Василия практически не встречается, поскольку его память приходится на празднование Собора архангела Гавриила, которому отдается предпочтение в изображении.